# Marcilly-en-Bassigny
Marcilly-en-Bassigny è un comune francese di 231 abitanti situato nel dipartimento dell'Alta Marna nella regione del Grand Est.

## Società

### Evoluzione demografica
Abitanti censiti